# 船橋市地方卸売市場
船橋市地方卸売市場（ふなばししちほうおろしうりしじょう）は、船橋市が開設している地方卸売市場。2014年3月までは千葉県内に2つ存在した中央卸売市場の一つ。敷地面積121,534平方メートル、卸売場の面積14,526平方メートル。県内卸売市場のなかで唯一地方公営企業法の適用を受ける地方公営企業。

## 歴史
市場開設以前、船橋地域の生鮮食料品流通は、主として市街地に散在した11の民営青果市場と船橋駅の南北に所在した民営水産物市場によってまかなわれいた。船橋市が戦後京葉地帯の中央部として急速な発展を遂げるなかで機能的に狭隘となったため、市として卸売市場設置の検討に入ることとなる。1964年（昭和39年）度に中央卸売市場法に基づく中央卸売市場の開設計画を策定、翌40年から4か年継続事業で総事業費41億円（用地約20億7千万円、建設費約20億4千万円）の計画をもって事業着手、1969年（昭和44年）3月に完成した。
青果に於いては11の民営市場から営業権を譲渡した新会社を設立して単一の荷受会社「船橋中央青果株式会社（屋号：船一）」として営業を開始、開場当時の買受人は仲卸9業者、買参人639業者。仲卸水産においては前述の民営水産物市場両社が、大手水産物卸売会社の資本参加の元それぞれ入場して卸2社制とした。開場時仲買人119業者。
1969年（昭和44年）5月16日に青果部が開設認可、同年5月23日より青果部が業務開始、さらに1972年（昭和47年）6月に水産物部が認可を受け、6月20日より水産物部が業務開始した。
- 1974年（昭和49年）5月 船橋市中央卸売市場協力会の設立。
- 1983年（昭和58年）青果部仲卸店舗の新築整備。
- 1986年（昭和61年）水産物部増築等施設整備。
- 1993年（平成5年）水産物部仲卸店舗増改築。
- 1994年（平成6年）冷蔵庫棟増築。
- 1995年（平成7年）水産青果物配送加工センター新築整備[2]。

2004年（平成16年）、水産物部卸売会社である船橋水産株式会社の筆頭株主であった大都魚類が株式交換により同社を完全子会社化。
同年6月、第1回市場開放「ふなばし楽市」開催。
2012年（平成24年）1月に水産物部卸売会社の船橋水産株式会社と船橋中央魚類株式会社が事業譲渡して資本金1億円で新会社船橋魚市株式会社を設立。出資は旧事業会社両社にそれぞれ出資していた築地市場の水産卸売会社大都魚類と中央魚類が新会社株式の各50%を持ち合う。2月29日卸売認可。4月より新会社での業務開始。卸1社制に移行。
同年12月に青果部卸売会社が船橋中央青果株式会社から新設の長印船橋青果株式会社に交代。新会社の親会社は長野地方卸売市場の株式会社長印ホールディングス（現・株式会社長印）。資本金8,000万円。
農林水産省の第9次卸売市場整備基本方針の再編基準に水産物部が該当したことから関係各方面と協議を重ねた結果、青果部と共に地方卸売市場に転換を決定。県知事許可の上で2014年（平成26年）4月1日より地方卸売市場に転換。市場名が「船橋市地方卸売市場」に。
2015年（平成27年）市場内の未活用区域に新管理棟を建設する工事着工、翌2016年竣工。2017年（平成29年）より業務開始。
2019年（令和元年）5月19日、開場50周年記念イベント「船橋市場50周年だョ！全員集合」を開催。約3万人が来場。
2020年（令和2年）6月16日、改正卸売市場法による地方卸売市場再認定を受ける。同月21日同法施行。

## 場内施設概要
（船橋市ウェブサイトより）
- 水産物部卸売場 - 4,443㎡
- 青果部卸売場 - 10,083㎡
- 水産物部仲卸売場 - 6,008㎡
- 青果部仲卸売場 - 2,782㎡
- 冷蔵庫棟
  - 第1冷蔵庫 - 4,731㎡
収容能力 - 4,000トン
  - 第2冷蔵庫 - 1,536㎡
収容能力 - 750トン
- 製氷棟 - 283㎡
生産能力 - 15トン/日産
- 関連事業者店舗棟 - 3,600㎡
- 青果物配送センター - 1,980㎡
- 水産物配送センター - 1,998㎡
- 管理棟 - 1,971㎡
- 排水処理施設 - 650㎡
浄化能力 - 1,000トン/日量
- 駐車場 - 24,825㎡
- 青果物加工センター - 1,007㎡
- 青果・水産部加工センター - 1,501㎡

## 組織（行政組織）
- 船橋市長
  - 副市長
    - 市場長
      - 総務課長
        - 経理係
        - 施設管理係
        - 業務係[4]

## 市場関係業者
※業者数は2020年（令和2年）6月現在

### 青果部
- 卸売業者
  - 長印船橋青果株式会社（R&Cながの青果グループ）
- 仲卸業者
  - 16社
- 売買参加者
  - 100社（者）

### 水産物部
- 卸売業者
  - 船橋魚市株式会社（大都魚類及び中央魚類持分法適用会社）
- 仲卸業者
  - 56社
- 売買参加者
  - 7社（者）

### 関連事業者
- 精肉・加工食料品等物販35事業者、食堂等14事業者、その他加工・運送等を含めた合計59業者[14]

### 事業者団体
- 市場全体
  - 船橋市地方卸売市場協力会 - 行政と卸・仲卸・関連・加工等の各事業者らで構成
- 青果部
  - 船橋青果卸売協同組合 - 青果仲卸業者
  - 船橋青果商業協同組合 - 買参人
- 水産物部
  - 船橋市水産物仲卸協同組合 - 水産仲卸業者
- 関連事業者
  - 関連商業組合

## その他
- 船橋市の広域避難場所に指定されており[注 2]、防災行政無線が配備されている[15]。想定最大収容人数は15,815人（屋外）[16]。また、市内11か所のヘリコプター臨時離発着場のうちの一つにも指定されている[17]。
- 市場の北側に面している道路（船橋市道39号駿河台・天沼線）が「市場通り」を通称としている[18]。
- 市場通り沿いに船橋新京成バス停留所「船橋中央市場」があり、地方卸売市場転換後も停留所名称は変更されていない。
- 敷地内、現在の管理棟前に「鎮魂碑」が立っている。当地にはかつて「鴨川ニッケル工業」（現・キッコーマンソイフーズ）船橋精錬所が所在しており飛行機部品等を製造していた。軍用品の需要高まる1943年（昭和18年）1月10日に電気溶解炉が爆発事故を起こし、多くの人命が失われたことから同年4月19日に建立された[10]。

## ギャラリー

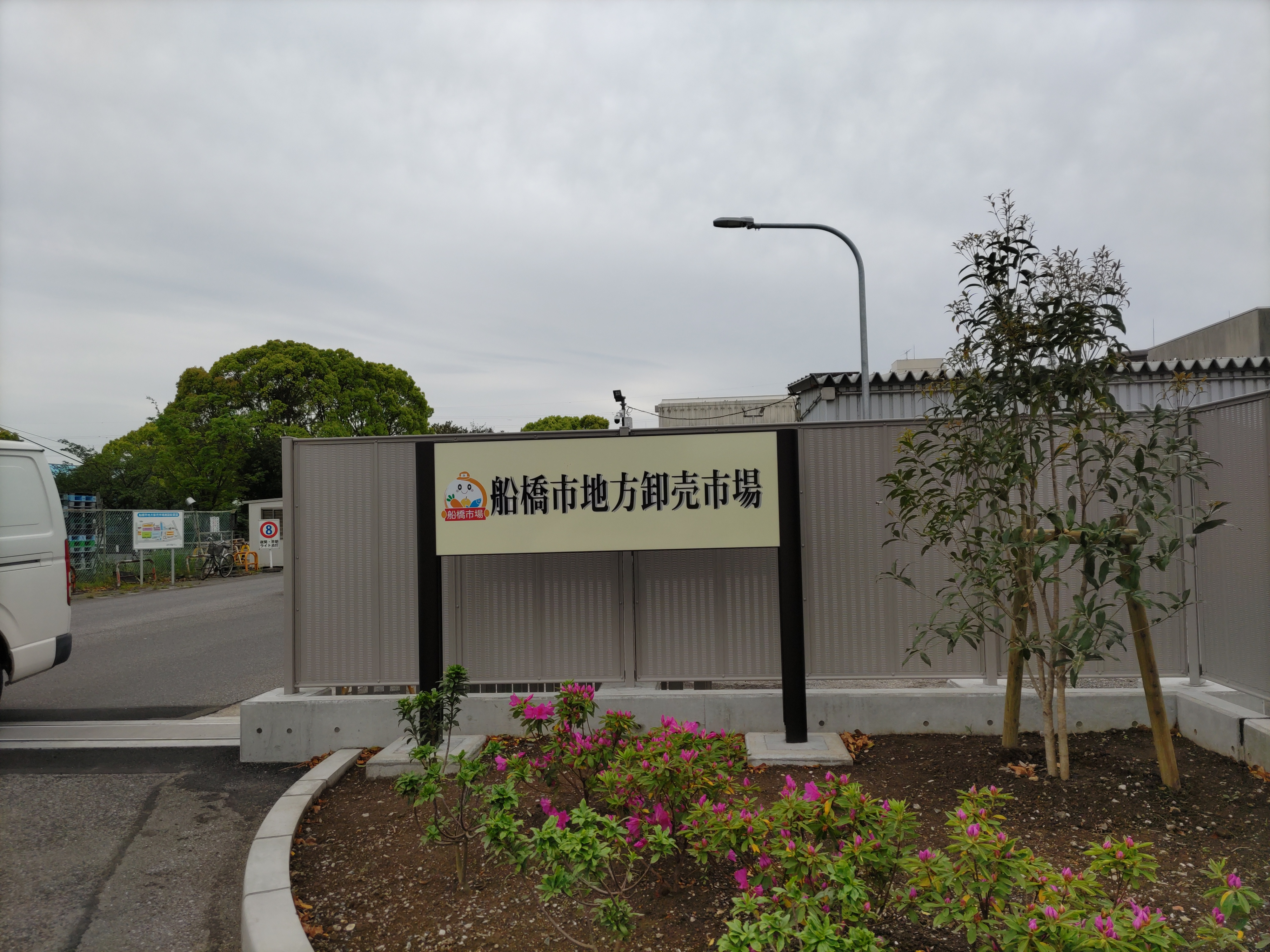
市場北門に新設された看板
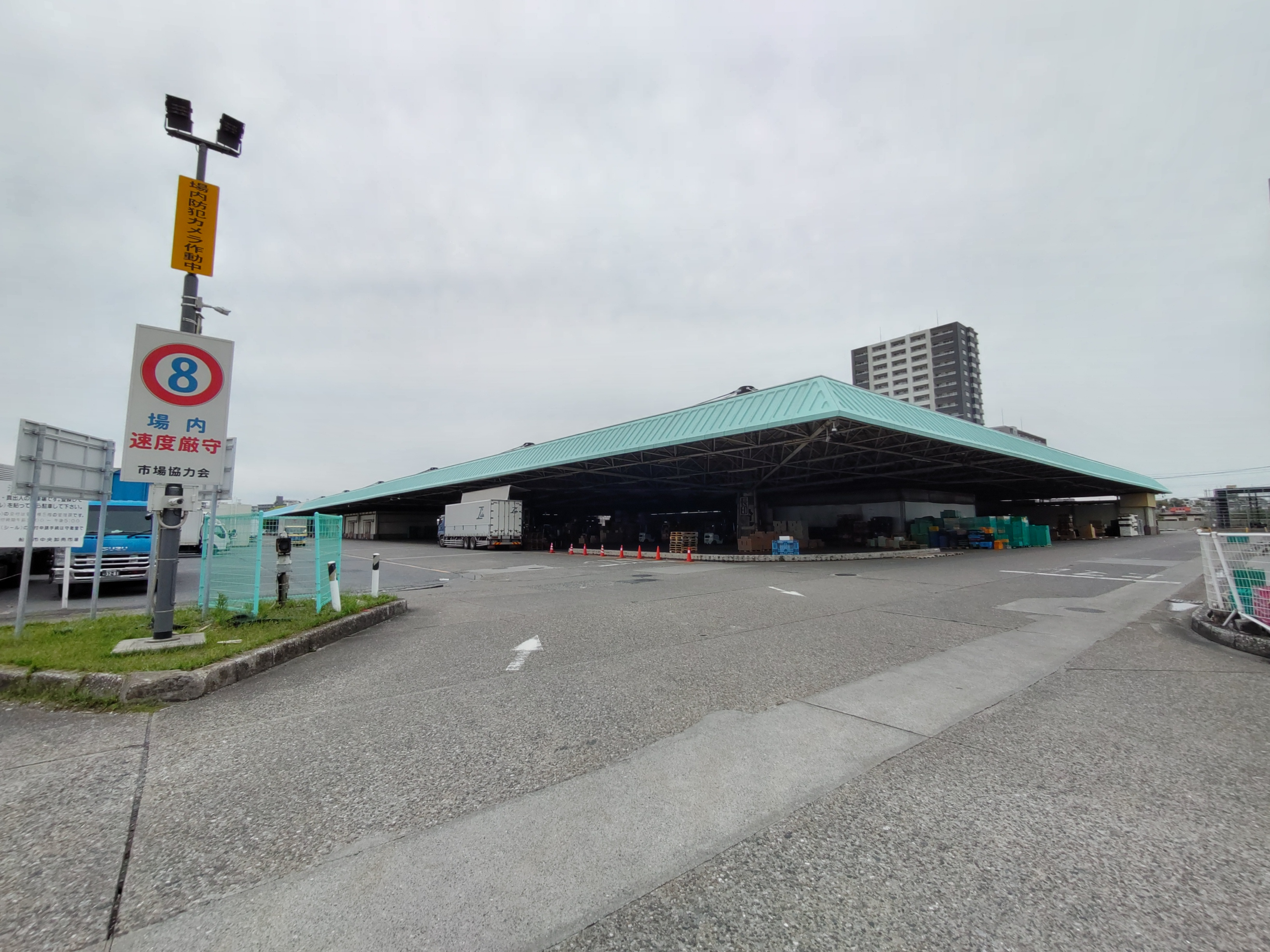
卸売場棟（青果部側）
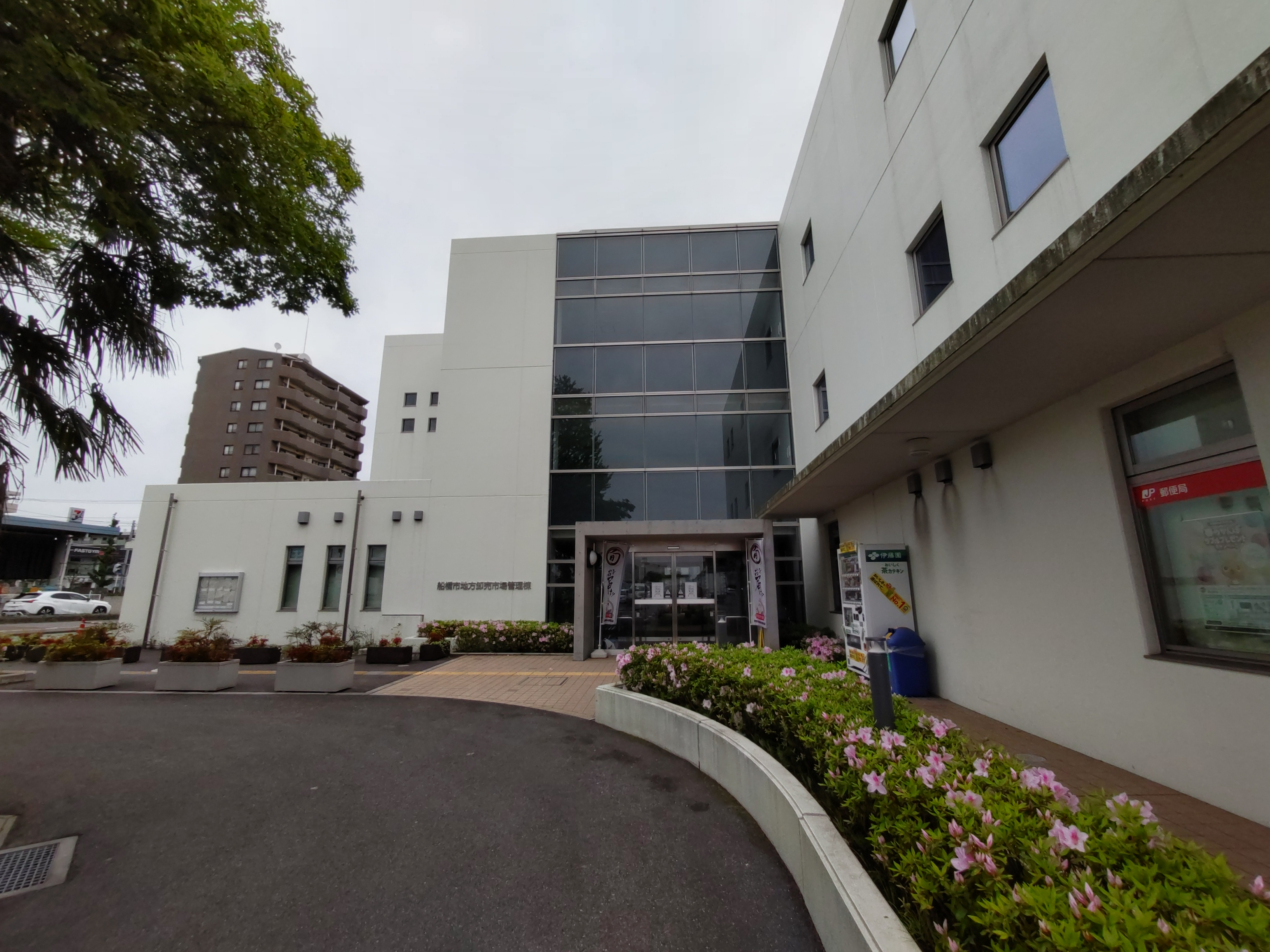
市場を管理する総務課や青果・水産の卸売会社が入居する管理施設棟
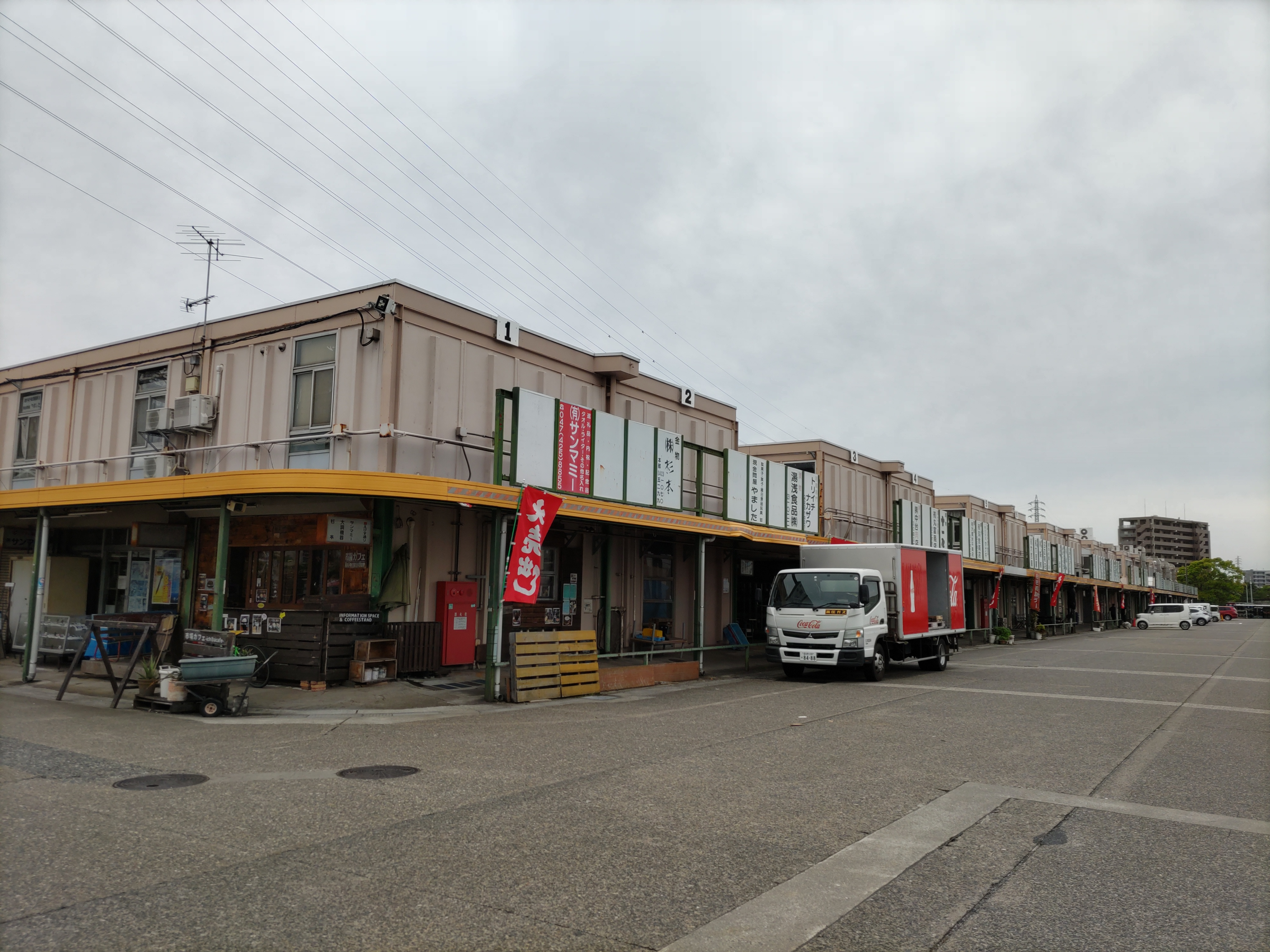
関連する物販店舗や飲食店等が入居する関連棟
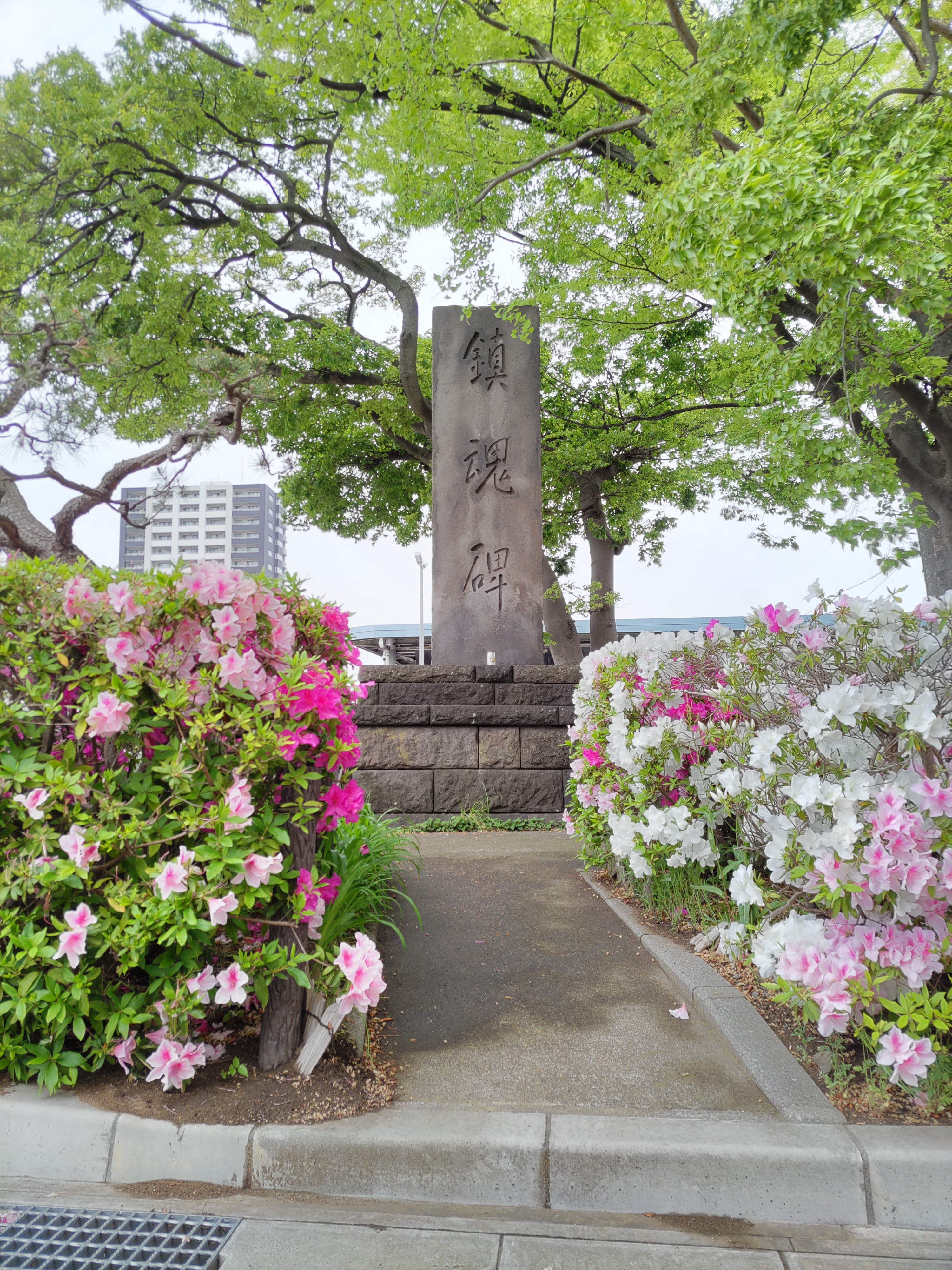
旧・鴨川ニッケル工業船橋製錬所爆発事故の犠牲者を慰霊する鎮魂碑

## 注・出典